# William Ayache
Pour les articles homonymes, voir Ayache.
William Ayache est un footballeur puis entraîneur français, né le 10 janvier 1961 à Alger, en Algérie. Il évolue au poste de défenseur latéral droit ou gauche de la fin des années 1970 au milieu des années 1990. Depuis août 2014, il est chargé, avec Olivier Monterrubio et Bernard Blanchet du recrutement au sein du FC Nantes.

## Biographie
Il dispute son premier match en D1 en 1979 avec le FC Nantes et connaît la consécration, au point de connaître sa première sélection avec l'équipe de France A le 5 octobre 1983, pour la rencontre France-Espagne (1-1).
Il est demi-finaliste de la Coupe d'Europe des Vainqueurs de Coupe en 1980 avec le FC Nantes
Lors des JO de Los Angeles en 1984 il est sacré champion Olympique avec l'Équipe de France, ce qui lui permet de s'imposer dans le groupe de l'Équipe de France A et logiquement, il est sélectionné pour la coupe du monde 1986. Après la Coupe du monde, il quitte Nantes pour rejoindre le PSG, champion en titre. Il n'y reste qu'une saison pour rejoindre l'Olympique de Marseille, mais ne parvenant pas à avoir un temps de jeu conséquent, il revient à Nantes pour la saison 1988-1989. Une bonne saison qui lui permet de signer chez les Girondins de Bordeaux, mais n'y dispute qu'un seul match, subissant l'éclosion de Bixente Lizarazu. Il signe au Montpellier HSC et remporte la Coupe de France. La saison suivante, il connaît une saison blanche, d'abord avec l'OGC Nice, puis en jouant avec la réserve de l'Olympique de Marseille. 
Il est de nouveau demi-finaliste de la Coupe d'Europe des Vainqueurs de Coupe en 1988 avec l'Olympique de Marseille. En 1991, il signe au Nîmes Olympique en compagnie de deux autres anciens marseillais et joueurs de l'équipe de France: Philippe Vercruysse et Éric Cantona. William Ayache ne reste qu'un an dans le club gardois puis signe en Division 2 à l'AS Cannes, fraichement relégué. Il restera au club jusqu'à la fin de sa carrière, au terme de la saison 95-96.
Sa carrière de joueur achevée, il entame une carrière d'entraîneur en rentrant dans le staff de Luis Fernandez à l'Athletic Bilbao. Il est par la suite consultant pour la chaîne Canal+ puis pour beIN Sports.

## Statistiques de joueur
Le tableau ci-dessous résume les statistiques en match officiel de William Ayache durant sa carrière de joueur professionnel,.
| Saison                | Club                   | Championnat           | Championnat | Championnat | Coupe(s) nationale(s) | Coupe(s) nationale(s) | Compétition(s) continentale(s) | Compétition(s) continentale(s) | Compétition(s) continentale(s) | Barrages d'accession | Barrages d'accession | Sélection               | Sélection | Sélection | Total | Total |
| Saison                | Club                   | Division              | M.          | B.          | M.                    | B.                    | Comp.                          | M.                             | B.                             | M.                   | B.                   | Équipe                  | M.        | B.        | M.    | B.    |
| 1979-1980             | FC Nantes              | Division 1            | 21          | 0           | 2                     | 0                     | C2                             | 3                              | 0                              | -                    | -                    | France olympique        | 1         | 0         | 27    | 0     |
| 1980-1981             | FC Nantes              | Division 1            | 9           | 0           | 3                     | 0                     | C1                             | 1                              | 0                              | -                    | -                    | -                       | -         | -         | 13    | 0     |
| 1981-1982             | FC Nantes              | Division 1            | 14          | 0           | -                     | -                     | -                              | -                              | -                              | -                    | -                    | France B                | 1         | 0         | 15    | 0     |
| 1982-1983             | FC Nantes              | Division 1            | 35          | 0           | 8                     | 0                     | -                              | -                              | -                              | -                    | -                    | France olympique        | 1         | 0         | 44    | 0     |
| 1983-1984             | FC Nantes              | Division 1            | 38          | 1           | 9                     | 0                     | C1                             | 2                              | 0                              | -                    | -                    | France olympique France | 8 1       | 0         | 58    | 1     |
| 1984-1985             | FC Nantes              | Division 1            | 34          | 1           | 6                     | 0                     | -                              | -                              | -                              | -                    | -                    | France                  | 2         | 0         | 42    | 1     |
| 1985-1986             | FC Nantes              | Division 1            | 37          | 0           | 1                     | 0                     | C3                             | 8                              | 0                              | -                    | -                    | France                  | 10        | 0         | 56    | 0     |
| 1986-1987             | Paris SG               | Division 1            | 25          | 0           | 3                     | 0                     | C1                             | 2                              | 0                              | -                    | -                    | France                  | 3         | 0         | 33    | 0     |
| 1987-1988             | Olympique de Marseille | Division 1            | 24          | 0           | 1                     | 0                     | C2                             | 3                              | 0                              | -                    | -                    | France                  | 4         | 0         | 32    | 0     |
| 1988-1989             | FC Nantes              | Division 1            | 22          | 0           | 3                     | 0                     | -                              | -                              | -                              | -                    | -                    | France B                | 1         | 0         | 26    | 0     |
| juil-nov 1989-1990    | Girondins de Bordeaux  | Division 1            | 1           | 0           | -                     | -                     | -                              | -                              | -                              | -                    | -                    | -                       | -         | -         | 1     | 0     |
| nov-juin 1989-1990    | Montpellier HSC        | Division 1            | 10          | 0           | 3                     | 0                     | -                              | -                              | -                              | -                    | -                    | -                       | -         | -         | 13    | 0     |
| juil-fev 1990-1991    | OGC Nice               | Division 1            | -           | -           | -                     | -                     | -                              | -                              | -                              | -                    | -                    | -                       | -         | -         | 0     | 0     |
| fev-juin 1990-1991    | Olympique de Marseille | Division 1            | -           | -           | -                     | -                     | -                              | -                              | -                              | -                    | -                    | -                       | -         | -         | 0     | 0     |
| 1991-1992             | Nîmes Olympique        | Division 1            | 33          | 1           | 2                     | 0                     | -                              | -                              | -                              | -                    | -                    | -                       | -         | -         | 35    | 1     |
| 1992-1993             | AS Cannes              | Division 2            | 31          | 0           | 2                     | 0                     | -                              | -                              | -                              | 4                    | 0                    | -                       | -         | -         | 37    | 0     |
| 1993-1994             | AS Cannes              | Division 1            | 26          | 1           | 1                     | 0                     | -                              | -                              | -                              | -                    | -                    | -                       | -         | -         | 27    | 1     |
| 1994-1995             | AS Cannes              | Division 1            | 18          | 0           | -                     | -                     | C3                             | 4                              | 0                              | -                    | -                    | -                       | -         | -         | 22    | 0     |
| Total sur la carrière | Total sur la carrière  | Total sur la carrière | 378         | 4           | 44                    | 0                     | -                              | 23                             | 0                              | 4                    | 0                    | -                       | 32        | 0         | 481   | 4     |

## Palmarès

### En club
- Champion de France en 1980 et en 1983 avec le FC Nantes
- Vainqueur de la Coupe de France en 1990 avec le Montpellier HSC
- Vainqueur de la Coupe des Alpes en 1982 avec le FC Nantes
- Finaliste de la Coupe de France en 1983 avec le FC Nantes

### En équipe de France
- 20 sélections entre 1983 et 1988
- Champion Olympique en 1984
- Vainqueur de la Coupe Intercontinentale des Nations en 1985
- Troisième de la Coupe du Monde en 1986
- Vainqueur du Tournoi de France en 1988
- Finaliste du Tournoi de Toulon en 1980 avec les Espoirs

### Distinctions
- Trophées UNFP 2024 : trophée d'honneur pour l'ensemble du groupe, à l'occasion du 40e anniversaire de la victoire de l'équipe de France olympique aux Jeux olympiques d'été de 1984[4],[5].

## Carrière d'entraîneur
- 1995-15 sept. 1995 :  AS Cannes : entraîneur-adjoint
- 15 sept. 1995- 1er oct. 1995 :  AS Cannes : entraîneur
- 1er oct.1995-1996 :  AS Cannes : entraîneur-adjoint
- 1996-2000 :  Athletic Bilbao : entraîneur-adjoint
- 2005-2006 :  FC Mougins : entraîneur